# Herbert Sohler
Alexander Gelhaar (ur. 25 lipca 1908, zm. 22 czerwca 1991) – niemiecki oficer marynarki, dowódca niemieckich okrętów podwodnych U-10 oraz U-46.
Wstąpił do marynarki w 1928 roku, po czym przeszedł gruntowne szkolenie w zakresie pływania podwodnego, a także prowadzenia ognia morskiego. 1 października 1936 roku objął swoje pierwsze dowództwo, na pokładzie okrętu podwodnego Kriegsmarine U-10. 2 listopada 1938 roku objął dowództwo U-46 typu VIIB, z którym 14 sierpnia 1939 roku wyszedł na swój pierwszy patrol wojenny. Przeprowadził pięć patroli wojennych podczas których zatopił dwie jednostki w łącznym tonażu 7952 BRT. Od czerwca 1940 był pełniącym obowiązki dowódcy 7 Flotylli U-Bootów „Wegener”, a od lipca 1940 do lutego 1944 roku był jej dowódcą. Objął wówczas stanowisko dowódcze w akademii morskiej Flagensburg–Mürwik, które pełnił do kapitulacji Niemiec.